# Pandémie de Covid-19 en Autriche
- 20–40 morts confirmées
- 40–60 morts confirmées
- 80–160 morts confirmées
- 160–320 morts confirmées
- > 320 morts confirmées

La pandémie de Covid-19 en Autriche se propage à partir du 25 février 2020 lorsque deux premiers cas sont détectés à Innsbruck.

## Historique

### 2020
Le chancelier autrichien Sebastian Kurz rapporte que vers le 8 mars, le premier ministre israélien Benyamin Netanyahou l'avait averti que l'Europe allait être très durement frappée car elle sous-estimait l'impact de l'épidémie. En conséquence, Sebastian Kurz avait décidé d'agir plus vite que les autres gouvernements européens : les établissements d'enseignement sont fermés le 11 mars et le confinement chez soi décrété le 13 mars,.
Au 21 avril 2020, le bilan en Autriche est de 14 873 cas, dont 491 morts.

### 2021
L’Autriche rend le port des masques FFP2 obligatoire à partir de janvier 2021 dans les commerces, les transports en commun, les lieux de prestation de services et les cabinets médicaux pour les plus de 14 ans ; mais Hygiene Austria, une société de production fondée en avril 2020 et l'un des principaux fabricants autrichiens de masques FFP2, "est soupçonné d’avoir vendu des masques venus de Chine sous le label "Made in Autriche", en ayant recours au travail dissimulé".
Des manifestations contre les mesures sanitaires, auxquelles participe notamment le parti d’extrême droite FPÖ, sont parfois émaillées de violence. Le gouvernement fait interdire tout rassemblement et disperser par la police les manifestants. Le FPÖ s'est également opposé à la vaccination.
Un passe sanitaire est instauré au printemps 2021. Seules les personnes vaccinées pourront accéder aux stades et salles de spectacle à Vienne, les personnes non-vaccinées n’y auront plus accès même avec un test négatif. Les personnes au chômage qui se verraient refuser un emploi pour cause de non vaccination encourent une suspension de leurs allocations.
De nouvelles restrictions sont imposées aux personnes non vaccinées à partir de novembre 2021. Il leur est notamment interdit d'acheter des produits n'étant pas considérés comme essentiels.

### 2022
Le gouvernement prévoit la vaccination obligatoire à partir du 5 février 2022. Les non-vaccinés seront à cette date soumis à une amende 3 600 euros. Le ministre fédéral des Affaires sociales, de la Santé, des Soins, Wolfgang Mückstein, défend la vaccination obligatoire contre la Covid-19 comme un « acte de solidarité » alors que l'Autriche adopte la législation avec l'exigence de vaccination la plus stricte de l'UE, l'Italie et la Grèce n'ayant que des vaccinations obligatoires pour les personnes âgées. La vaccination obligatoire doit s'appliquer à tous les citoyens âgés d'au moins 18 ans. Des exceptions sont prévues pour les personnes qui ne peuvent être vaccinées pour des raisons médicales. Le FPÖ est le seul parti parlementaire opposé à cette décision. Herbert Kickl, son secrétaire général estime que « l'introduction de cette contrainte est une attaque gigantesque contre la liberté du peuple en Autriche, une attaque contre la dignité humaine de la population ».
Mais dès mars l'Autriche annonce suspendre la vaccination obligatoire des adultes, la forte présence du variant Omicron, engendrant moins de formes graves. 

Nombre de cas (bleu) et nombre de morts (rouge) en échelle logarithmique. Les différences quotidiennes sont indiquées en pointillés.